# Branko Kovačević
Branko Kovačević (Zadvarje pokraj Omiša, 30. studenog 1911. – Krapinske Toplice, 4. listopada 1988.), hrvatski slikar.
U Splitu je učio slikanje kod Emanuela Vidovića, a u Beogradu je završio Umjetničku akademiju. Bio je nastavnik u Zagrebu, voditelj Umjetničke galerije u Dubrovniku i scenograf u Osijeku.
U početku je bio pod utjecajem Vidovićeva slikarstva, no kasnije je prevladao plavi kolorit s intimističkim ugođajima i mediteranskim obilježjem, osobito u duborovačkim interijerima. Objavljivao je članke o književnosti i likovnoj umjetnosti.

## Životopis
Svjetski poznati likovni kritičar Lionelo Venturi prigodom jedne izložbe Branka Kovačevića rekao je da je ovaj slikar našao pravu mjeru između realizma i apstrakcije. Nije izgubio nužnu vezu s realnošću, a to je upravo najvažnija tendencija današnjice.
Kovačević je rođen u Zadvarju u Dalmatinskoj zagori. Teško se probijao kroz život te je počeo slikati kao samouk. Tako je priredio i svoju prvu samostalnu izložbu u Splitu. U Splitu uči slikarstvo na umjetničkom odjelu Zanatske škole kod Peruzzija i Vidovića, a likovnu akademiju u Beogradu. 1939. godine vraća se u Split i slika Veliki interier u kojem se osjeća Vidovićev utjecaj. Do rata službovao je kao likovni pedagog u Novoj Gradiški te ga je to izvuklo iz konvencionalne vještine juga. Tada slika niz mrtvih priroda slavonskih pejsaža. Kovačevićeva djela s temom NOB-a nametnula su svoju ikonografiju, Ustanak u Dalmaciji iz 1947. slikan je načinom starih bataljista. Poslije toga slijedi povratak u intimizam, a u krajoliku primorskim temama. Intenzivna kromatika Branka Kovačevića potječe iz akademije Koste Strajnića koja je gajila kolorit, a tomu su pridonijeli fovisti i ekspresionisti Petar Dobrović i Petar Konjović.
Promatra li se Branka Kovačevića u sklopu hratskih mikrotradicija, on predstavlja projekciju splitske škole na području Dubrovnika, gdje se i nastanio. 1952. godine dolazi do velikog obrata prema kubizmu, zapravo više prema geometrijskom rješavanju volumena. S tim je razdobljem Kovačević krenuo u svijet: Nürnberg, Amsterdam, Haag, Veneciju, New York. Bio je to pokušaj da se prebaci most između Dubrovnika i svijeta. To je vrijeme nastanka kubističkih gradova Dubrovnik iz 1975. ili Dubrovnik sa Srđa, Kostur Broda, Kostur jedrenjaka iz 1972. godine. Osjećajući pred sobom zid eklekticizma svoje kubističke faze, Kovačević se nastoji vratiti u sigurnost regionalnog intimizma kojim obuhvaća ciklus o ženama iz Dalmatinske zagore i kamenim pejsažima, te preko fovizma kasnog Braquea slike poput Interier s cvijećem ili Unutrašnjost atelijera s klavirom.
Hrvatski likovni kritičar Josip Depolo napisao je monografiju o Branku Kovačeviću.

## Vanjske poveznice
- Hrvatski biografski leksikon - Branko Kovačević